# Ivor Caplin
Ivor Keith Caplin, född 8 november 1958 i Brighton, är en brittisk Labourpolitiker. Han var parlamentsledamot för valkretsen Hove and Portslade från 1997 till 2005. Han har tidigare varit lokalpolitiker.
1998 blev han Parliamentary Private Secretary åt Margaret Beckett. Efter att ha blivit omvald 2001 blev han Assistant Government Whip och sedan Parliamentary Under Secretary of State och Minister for Veterans vid försvarsdepartementet.